# Nové Záboří
Nové Záboří (německy Neu Söberle) je malá vesnice, část obce Vítězná v okrese Trutnov. Nachází se asi 2,5 km na východ od Vítězné. V roce 2009 zde bylo evidováno 9 adres. V roce 2001 zde trvale žil jeden obyvatel
Nové Záboří leží v katastrálním území Záboří u Dvora Králové o výměře 6,34 km2.